# Palmarès des Dicos d'or
 (novembre 2008).
Si vous disposez d'ouvrages ou d'articles de référence ou si vous connaissez des sites web de qualité traitant du thème abordé ici, merci de compléter l'article en donnant les références utiles à sa vérifiabilité et en les liant à la section « Notes et références ».
NB : les villes indiquées sont celles du centre du joueur pour la demi-finale
Palmarès encore incomplet

## 1985 - Paris - Grand studio deRTL
- Junior : Hélène Parenty (Caen, 3 fautes)
- Senior : Bruno Dewaele (Lille, 1,5 faute)

## 1986 -Paris- La Villette,Cité des sciences et de l'industrie
6 décembre 1986 - 117 candidats
- Junior : Thérèse Rohizki-Wronski (Lille, 3 fautes)
- Senior amateur : Pierre Chiche (Marseille, 1,5 faute)
- Senior professionnel : Georges Sauvage (Le Mans, 1 faute)

## 1987 - Paris - Bateau-mouche
- Junior : Fabrice Roucayrol (Montpellier)
- Senior amateur : Juliette Goalabré (Caen, 0 faute)
- Senior professionnel : Henri Smedts (Dijon, 0 faute)

## 1988 - Paris - Palais de Chaillot
En 1988, les Championnats de France d'orthographe deviennent les Championnats du monde d'orthographe de langue française
26 novembre 1988 - 167 candidats de 13 pays
- Junior français : Patrice Bulat (Clermont-Ferrand, 0 faute)
- Junior francophone : Jean Pleau (Québec, 0,5 faute)
- Junior non francophone : Michal Mlynarczyk (Pologne, 4,5 fautes)
- Senior amateur français : Michel Toromanoff (Meaux, 1 faute)
- Senior amateur francophone :  Jeannine Stettler (Suisse, 2,5 fautes)
- Senior amateur non francophone : Frederik Weindling (États-Unis, 9 fautes)
- Senior professionnel français : Bernard Masset (Montpellier, 0 faute)
- Senior professionnel francophone : Francis Klotz (Suisse, 1 faute)
- Senior professionnel non francophone : Nereen Au (Singapour, 3 fautes)

## 1989 - Paris - Bibliothèque nationale
2 décembre 1989 - 252 candidats de 45 pays
- Junior français : Raphaëlle Ulrich (Lyon, 1,5 faute)
- Junior francophone : Stéphane Ethier (Québec, 1,5 faute)
- Junior non francophone : Youssef Lahrech (Maroc, 5 fautes)
- Senior amateur français : Laurent Moret-Bailly (Rennes, 1 faute)
- Senior amateur francophone : Eveline Jacques (Suisse, 4,5 fautes)
- Senior amateur non francophone : Louise Mezaour (Algérie, 6 fautes)
- Senior professionnel français : Jacques Ficet (Strasbourg, 0 faute)
- Senior professionnel francophone : Christiane Rey (Ile Maurice, 2 fautes)
- Senior professionnel non francophone : Creeda Fitzgibbon (Irlande, 4 fautes)
- Scolaire : Corinne Lagarde (Clermont-Ferrand, 4 fautes)

## 1990 -Paris- Sénat
24 novembre 1990
- Senior amateur : Lionel Lépicier (Paris, 0 faute)
- Senior professionnel : Philippe Girard (Caen, 0 faute)
- Junior francophone : Pascale Lefrançois (Québec)
- Couple : Catherine et Marc Faner (Marseille)

## 1991 - Paris -Unesco
23 novembre 1991 - 246 candidats
- Junior français : Magali Coulet (Toulouse, 1 faute)
- Senior amateur français : Pierre Labat (Brest, 3,5 fautes)
- Senior professionnel français : Michèle Balembois-Beauchemin (Lille, 2 fautes)
- Couple : Carla et Gilbert Paoli (Var, 16 fautes)

## 1992 - New York - Salle de l'Assemblée Générale de l'ONU
La Superfinale de 1992 à New York a rassemblé les champions des années précédentes, ainsi que de nombreux représentants de plus d'une centaine de pays.
11 avril 1992 - 262 candidats de 108 pays
- Junior français : Patrice Bulat (Montpellier, 0 faute)
- Junior francophone : Eric Vovan (Canada, 0 faute)
- Junior non francophone : Peter Yordanov (Bulgarie, 0 faute)
- Senior amateur français : Pierre Labat (Brest, 0 faute)
- Senior amateur francophone : Jeanine Stettler (Suisse, 0 faute)
- Senior professionnel français : Bruno Dewaele (Lille, 0 faute)
- Senior professionnel francophone : Jany Cotteron (Suisse, 0,5 faute)
- Senior non francophone : Raquel Ramalhete (Brésil, 1,5 faute)
- Couple : Carla et Gilbert Paoli (1 faute)
- Coopération - Junior : Ashveen Peerbaye (Ile Maurice, 5 fautes)
- Coopération - Senior : Chantal Nko'o Etoungou (Cameroun, 6 fautes)

## 1993 - Paris - Assemblée Nationale
Fin 1992, les Championnats d'Orthographe deviennent les Dicos d'Or, restreints à la France. Un Q.C.M. (questionnaire à choix multiple) s'ajoute à la dictée.
- Cadet : Bénédicte Lignères (Montpellier)
- Senior amateur : Serge Tastet (Bordeaux, 0 faute)
- Senior professionnel : Michèle Balembois-Beauchemin (Lille, 0 faute)

## 1994 - Paris - Grande Bibliothèque de France
10 décembre 1994
- Cadet[1] : Maxime Migeon (0.5 faute à la dictée)
- Junior[1] : Samuel Dennler (1 faute à la dictée)
- Senior amateur[1],[2],[3] : Robert Docin-Julien (0 faute à la dictée)
- Senior professionnel[1] : Gérard Arsac (0,5 faute à la dictée)

## 1995 - Versailles - Salle du Congrès du Château de Versailles
2 décembre 1995
- Cadet : Philippe Bringel
- Cadet scolaire : Roxane Arnold
- Junior : Stéphanie Dupays
- Junior scolaire : Éric Dieu et Marielle Renaudie (ex aequo)
- Senior amateur : Michel Courot
- Senior professionnel : Michèle Gras
- Catégorie Crédit Agricole : Muriel Gornès
- Catégorie France Télévisions : Gabrielle Audrerie

## 1996 - Paris - Opéra-Comique
- Senior amateur : Élisabeth Castaing
- Senior professionnel : Christian Levesque
- Cadet scolaire : Charles Françoise

## 1997 - Paris-Sorbonne
Résultats par pays :
- 1re place : Roumanie
- 2e place : Canada
- 3e place : Bulgarie

## 1997 - Saint-Denis - Stade de France
10 janvier 1998
- Cadet scolaire : Jérémy Le Borgne
- Junior scolaire : Aude Maguer
- Senior amateur : Marie-France Colin

## 1998 - Paris - Palais Garnier
16 janvier 1999
- Junior : Arnaud Saint-Clair (Dico de Bronze)
- Senior amateur : Philippe Loriot (0 faute)
- Senior professionnel : André Cherpillod (0 faute)

## 1999 - Paris - Bibliothèque du Centre Pompidou
15 janvier 2000 - 166 candidats
- Cadet :
- Cadet scolaire[4] : Angela Bovo (Annemasse, 1,5 faute à la dictée)
- Junior[4] : Carole Sizun
- Junior scolaire[4] :Paul-Romain Fillon
- Senior amateur[4] : Christiane Bachelier (Fontainebleau, 0,5 faute à la dictée)
- Senior professionnel[4] : Guy Deschamps (Caen, 0,5 faute à la dictée)

## 2000 - Paris - Olympia
13 janvier 2001
- Cadet[5] : Romain Santi (Vitry-sur-Orne, 2,5 fautes à la dictée)
- Cadet scolaire[5] : Éric Araujo (1,5 faute à la dictée)
- Junior[5] : Anne-Laure Naneix (1 faute à la dictée)
- Junior scolaire[5] : Tahina Ramananandro (Strasbourg, 1 faute à la dictée)
- Senior amateur[5],[6] : Pierre Labat (0 faute à la dictée)
- Senior professionnel[5],[6] : Philippe Girard (Caen, 0 faute à la dictée)

## 2001 -  Paris - Université de tous les savoirs
12 janvier 2002
- Cadet[7],[8] : Anne-Laure Poupon
- Cadet scolaire : Mathilde Boulanger (Caen, 1,5 faute)
- Junior[7],[8] : Martin Rose (La Vèze, 1 faute)
- Junior scolaire[7],[8] : Adèle Quentric (1,5 faute)
- Senior amateur: Daniel Palerm (La Ferté-Milon, 3 fautes)
- Senior professionnel: Bruno Maraninchi (Avignon, 1,5 faute)

## 2002 - Paris - La Villette
25 janvier 2003
- Cadet[9] : Erwan Quemener (0,5 faute)
- Cadet scolaire[9] : Elise Remy (0,5 faute)
- Junior : Laetitia Martin (1,5 faute)
- Junior scolaire : Julie Breton (1 faute)
- Senior amateur[9] : Claude Vanhaverbeke (1 faute)
- Senior professionnel[9] : Line Cros (Montpellier, 1 faute)

## 2003 - Paris - Hôtel de Ville
24 janvier 2004
- Cadet[10] : Pierre Gruet (Bagnols-sur-Cèze)
- Cadet scolaire[10] : Lucas Grosjean (Vetraz-Monthoux)
- Junior[10] : Bérangère Aubry (Aunou-sur-Orne)
- Junior scolaire[10] : Pierre Byache (Rexpoede)
- Senior amateur[10] : Alain Grandemange (Mettray)
- Senior professionnel[10] : Jean Chalvin (Gouvieux)
- Champion du Crédit agricole[10] : Robert Desseignet

## 2004 - Saint-Denis - Académie Fratellini
22 janvier 2005 - 187 candidats
- Cadet[11],[12] : Cédric Jeancolas
- Cadet scolaire[11],[12] : Corentin Lemaire
- Junior[11],[12] : Blandine Clanet (Meudon)
- Junior scolaire[11],[12] : Daphné Parramon
- Senior amateur[11],[12] : Guillaume Terrien (Grenoble, 0 faute)
- Senior professionnel[11],[12] : Karim Andréys-Kéroui (0 faute)
- Champion du Crédit agricole[11],[12] : Damien Jullemier

## Superfinale 2005 - Paris - Collège de France
26 novembre 2005 - 77 candidats
- Junior[13] : Blandine Clanet (Meudon)
- Senior amateur[13] : Philippe Loriot (Saint-Herblain)
- Senior professionnel[13] : Karim Andréys-Kéroui (Dijon)
- Crédit Agricole[13] : Muriel Gornès (Arles)